# Лондон (Онтарио)
Вижте пояснителната страница за други значения на Лондон.
Лондон (на английски: London, на френски: London) е град в провинция Онтарио, Канада. Населението на града през 2011 година е 366 151 души.

## История
Селището е основано през 1826 година, през 1855 година получава статут на град.

## Побратимени градове
- Нанкин, Китай